# Johann Gottlieb Schoch

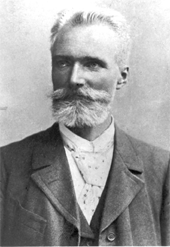
Johann Gottlieb Schoch

Johann Gottlieb Schoch (* 1. Februar 1853 in Wörlitz; † 8. Oktober 1905 in Magdeburg) war ein deutscher Gartenarchitekt, der als Gartendirektor der Stadt Magdeburg wirkte.

## Leben
Schoch entstammte einer Gärtnerfamilie aus Wörlitz. Von 1870 bis 1872 absolvierte er eine Lehre in einer Handelsgärtnerei in Wittenberg und Gotha und bis 1874 in der Königlichen Gärtnerlehranstalt am Wildpark bei Potsdam. Nach Arbeits- und Studienaufenthalten in Muskau und München (1875), England und Frankreich (1876) sowie Regensburg (1880) wurde er herzoglicher Gartenkondukteur und Hofgärtner in Wörlitz und Oranienbaum. 1890 wurde er Nachfolger von Paul Viktor Niemeyer im Amt des städtischen Gartendirektors der Stadt Magdeburg. Von 1890 bis 1896 war er darüber hinaus auch Vorsitzender des Magdeburger Gartenbauvereins. 1903 musste er sein Amt aus gesundheitlichen Gründen an Wilhelm Lincke abgeben und starb nach schwerer Krankheit zwei Jahre später.

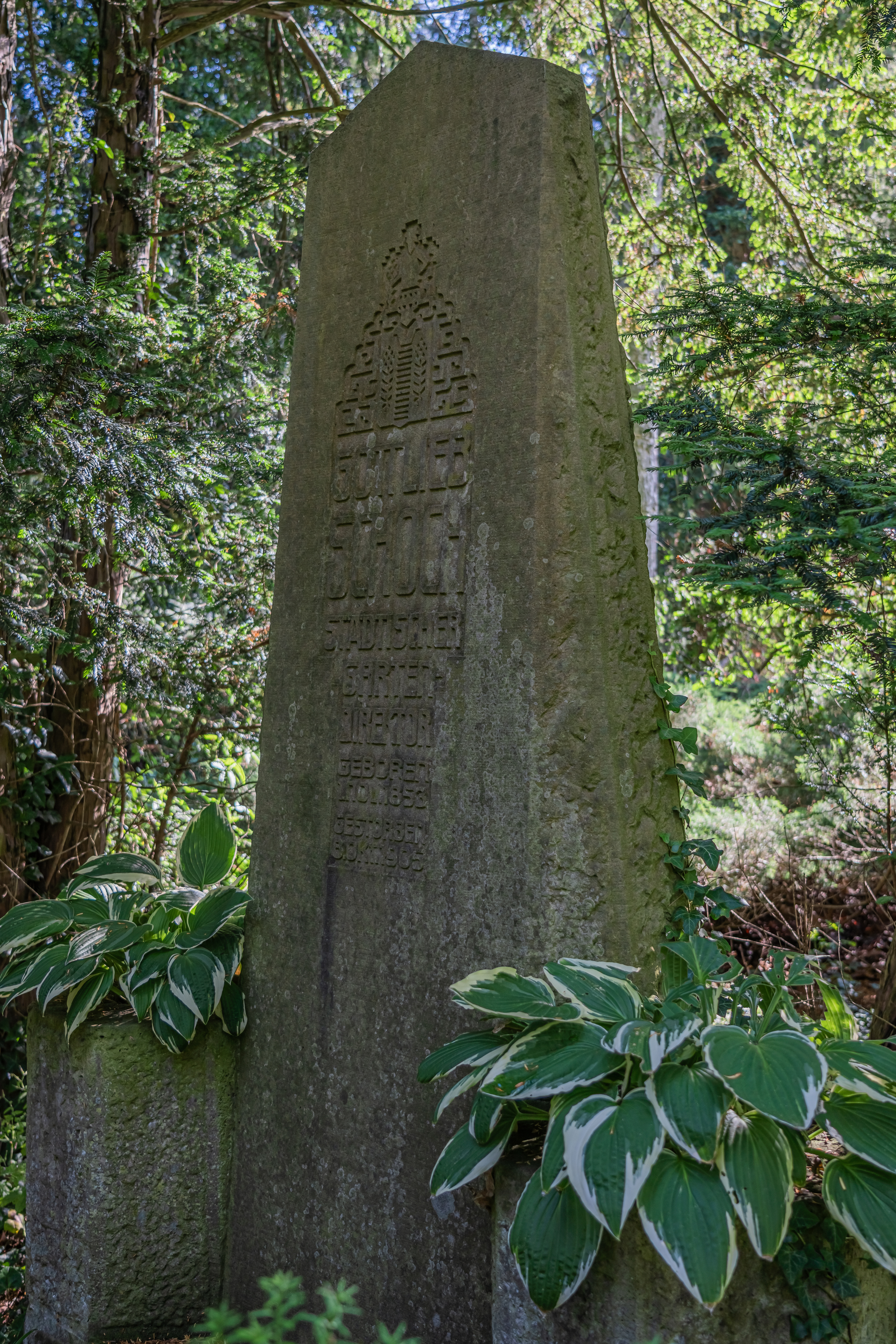
Grabstein von Schoch auf dem Magdeburger Westfriedhof

In seiner Amtszeit wurden zahlreiche Grünanlagen der Stadt erweitert, neu angelegt und geplant, die bis in die heutige Zeit das Gesicht Magdeburgs prägen. 1894 begann unter der Leitung Schochs, in Zusammenarbeit mit Stadtbaurat Otto Peters, der Bau des größten Magdeburger Friedhofs (Westfriedhof), der durch einen freien, natürlichen Gartenstil geprägt wird. Die nach Schochs Planungen angelegten Wege, Pflanzungen und Gebäude bestehen bis heute in ihrer Erscheinungsform fort. Ein weiteres wichtiges Projekt war der Umbau des ehemaligen Magdeburger Festungsgeländes „Bastion Braunschweig“ zum Königin-Luise-Garten (seit 1951 Geschwister-Scholl-Park). 1897 erstellte Schoch einen Generalplan zur Gestaltung der Rotehorninsel, 1898 plante er die Nutzung des Biederitzer Busches als Stadtwald und legte so die Grundlage für die Entstehung des nordöstlich der Stadt gelegenen Erholungsgebiets. 1900 gab er ein ausführliches Verzeichnis der Gehölze in den öffentlichen Gärten und Parkanlagen Magdeburgs heraus. Auf Schoch ging auch die Anlage eines innerstädtischen Grünzugs entlang der Schrote zurück.
Schoch gestaltete Parklandschaften und öffentliche Grünanlagen unter den Bedingungen einer wachsenden Industriestadt. Die Stadt Magdeburg hat eine Straße (Johann-Gottlieb-Schoch-Straße) nach ihm benannt.

## Werk (Auswahl)
- Westfriedhof, 1894–1898
- Königin-Luise-Garten (heute Geschwister-Scholl-Park), 1895
- Generalplan für die Rotehorninsel, 1897
- Erweiterung des Friedhofs Buckau, 1897
- Umnutzungsplanung für den Biederitzer Busch, 1898
- Anlagen am Turm Preußen (Lukasklause), 1898
- Grünzug an der Schrote, um 1900
- Fürstenwallpark, 1900